# Падерин, Игорь Сергеевич
И́горь Серге́евич Паде́рин (24 ноября 1989, Омск, СССР) — российский футболист, полузащитник.

## Карьера

### Ранние годы
Воспитанник омского футбола, его первым тренером был Игорь Геннадьевич Вершинин. В 5 лет начал заниматься в школе местного клуба «Динамо», затем продолжил обучение в «Молнии», в 12 лет недолго побыл в Академии имени Коноплёва в Тольятти, откуда затем перебрался в пермский «Амкар», где в течение 5 лет тренировался как с молодёжным, так и с основным составом клуба, однако контракт с клубом так и не заключил.

### «Кузбасс» и «Торпедо»
Профессиональную карьеру начал в июле 2008 года в клубе зоны «Восток» Второго дивизиона кемеровском «Кузбассе», в том сезоне сыграл 13 матчей и забил 4 гола. Следующий год тоже провёл в «Кузбассе», принял участие в 18 играх, в которых забил 6 мячей, в первенстве и ещё 1 встречу сыграл в Кубке России, где тоже отметился голом.
Своими выступлениями за этот период привлёк внимание одного[какого?] футбольного агентства, которое выкупило его трансфер, а затем отдало в аренду владимирскому «Торпедо», в котором Падерин и отыграл сезон 2010 года. В том розыгрыше провёл 18 матчей и забил 5 мячей, стал, вместе с командой, победителем зоны «Запад» Второго дивизиона. Кроме того, сыграл в том году 2 встречи и забил 1 гол в Кубке страны.

### «Кубань»
В январе 2011 года прибыл на просмотр в «Кубань», с которой затем подписал контракт на 3,5 года. Дебютировал в составе «Кубани» 10 июня 2011 года, выйдя на замену Дачиану Варге на 85-й минуте домашнего матча 12-го тура чемпионата против пермского «Амкара». Отметился участием в комбинации, в результате которой команда забила победный 3-й мяч. Всего сыграл за «Кубань» в трёх матчах Премьер-лиги и в 12 встречах, в которых забил 4 гола, первенства молодёжных составов, после чего, 24 июля, главный тренер команды Дан Петреску публично заявил, что окончательно отправил Падерина в молодёжный состав. Причиной тому стали проблемы дисциплинарного характера: до этого футболист уже имел два замечания от тренера, после которых, однако, его возвращали в главную команду, третье же стало последним.

## Достижения
«Торпедо» (Владимир)
- Победитель зоны «Запад» Второго дивизиона России: 2010

## Характеристика
По мнению работавшего с игроком в «Кубани» Дана Петреску, Падерин обладал незаурядной техникой и отличными скоростными качествами.